# Rapa bulbiformis
Rapa bulbiformis is een slakkensoort uit de familie van de Muricidae. De wetenschappelijke naam van de soort is voor het eerst geldig gepubliceerd in 1870 door Sowerby.